# Triumphbogen (Kiew)

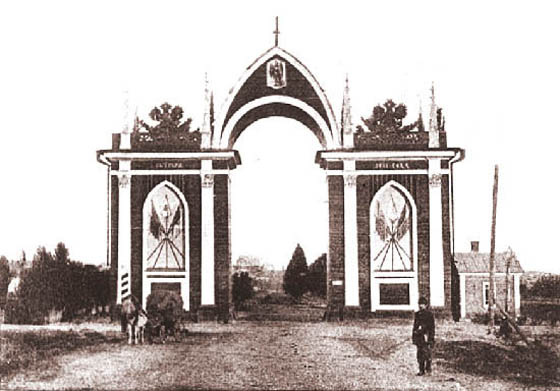
Der Kiewer Triumphbogen

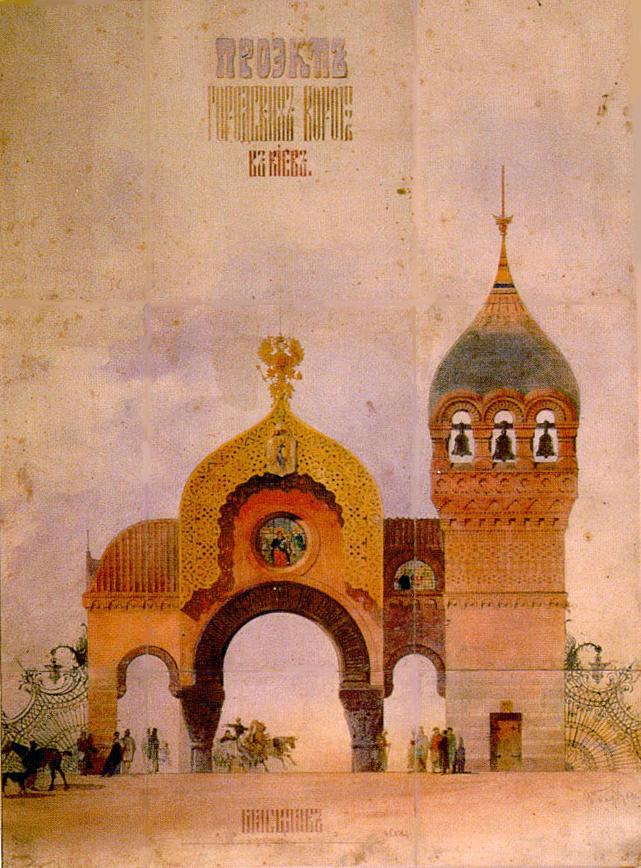
Entwurf Hartmanns für das Stadttor, das den Triumphbogen ersetzen sollte

Der Triumphbogen (ukrainisch Тріумфальна арка, wiss. Transliteration Triumfalʹna arka, russisch Триумфальная арка) war ein hölzerner Triumphbogen, der 1857 in der jetzigen ukrainischen Hauptstadt Kiew errichtet wurde. Anlass war der Besuch des russischen Kaisers Alexander II. in der damals drittgrößten Stadt des Russischen Kaiserreiches. Er befand sich an der Stelle, an der sich heute die Überführung des Prospektes der Luftstreitkräfte über den Siegesprospekt befindet. Dies war damals die westliche Grenze der Stadt, der Stadtteil Schuljawka wurde erst später eingemeindet.
Anlässlich des Besuches versammelte sich der Festzug am Bogen und erwartete den Kaiser und die Kaiserin Marija Alexandrowna. Dem Herrscherpaar wurde von den Honoratioren der Stadt nach russischer Sitte Brot und Salz gereicht, bevor sie die Stadt durch den Bogen betraten.
Ursprünglich war geplant, die Holzkonstruktion nach dem Besuch durch einen steinernen Bogen zu ersetzen. Dazu wurde jeder Kiewer Kaufmann aufgefordert, für 15 Jahre – von 1859 bis 1874 – je nach wirtschaftlichem Leistungsvermögen jährlich mehrere Rubel in einen Fonds einzuzahlen. Bereits 1869 waren genügend Mittel gesammelt, um mit der Umsetzung des Planes zu beginnen. Entworfen wurde das Stadttor von Wiktor Hartmann, dessen Entwurfszeichnungen 1874 ausgestellt wurden. Die Ausstellung inspirierte den russischen Komponisten Modest Mussorgski zu seinem Zyklus Bilder einer Ausstellung, dem Entwurf Hartmanns ist der Satz Das Heldentor (in der alten Hauptstadt Kiew) (Богатырские ворота (В стольном городе во Киеве)) gewidmet. Hartmann sah ein steinernes, aus drei Durchfahrten bestehendes Tor vor. Über der mittleren Durchfahrt war eine Torkirche geplant, ein Glockenturm schloss sich unmittelbar an das Tor an. Zum Bau kam es jedoch nicht. Der Kaiser schlug vor, das gesammelte Geld für nützlichere Zwecke zu verwenden. So wurde beispielsweise später die Alexander-Berufsschule aus den Spenden finanziert. 1890 wurde der hölzerne Bogen schließlich abgerissen, da er mittlerweile den Verkehr behinderte.